# 倉敷市立東中学校
倉敷市立東中学校（くらしきしりつ ひがしちゅうがっこう）は、岡山県倉敷市平田にある市立中学校。
生徒は倉敷市立万寿小学校、倉敷市立万寿東小学校、倉敷市立倉敷東小学校、倉敷市立倉敷西小学校から来ることが多い。

## 部活動
運動部
- 陸上競技部
- 野球部
- バレーボール部
- バスケットボール部
- バドミントン部
- 卓球部
- ハンドボール部
- 水泳部
- サッカー部
- 剣道部
- ソフトテニス部

文化部
- 美術部
- 音楽部
- 英語部

## 通学区域が隣接している学校
- 倉敷市立多津美中学校
- 倉敷市立東陽中学校
- 倉敷市立北中学校
- 倉敷市立西中学校
- 倉敷市立新田中学校